# Пёрун, Кацпер
Кацпер Пёрун (пол. Kacper Piorun; род. 24 ноября 1991, Лович, Польша) — польский шахматист, гроссмейстер (с 2012). Победитель чемпионата Польши по шахматам (2017).
В рейтинге ФИДЕ с 2004 года. В 2006 г. выиграл национальный турнир «Молодые таланты» и занял 5-е место в международном Мемориале Акибы Рубинштейна. Чемпион Польши среди юниоров (до 16 лет) 2007 года, в 2008 г. стал вице-чемпионом страны среди юношей (до 18 лет) и чемпионом Европы в командных соревнованиях в той же возрастной категории, добившись лучшего индивидуального результата на турнире (6,5 очков в 7 партиях). Бронзовый призёр юношеского чемпионата мира 2009 года. Среди последующих заметных результатов — победа в Мемориале Мигеля Найдорфа в Варшаве (2009) и золотая медаль Чемпионата Польши по блицу. Кроме того, Пёрун — многократный победитель в национальных и международных соревнованиях по решению шахматных задач, он международный гроссмейстер по решению шахматных композиций (2011).

## Таблица результатов
| Год | Город | Турнир | + | − | = | Результат | Место |
| --- | ----- | ------ | - | - | - | --------- | ----- |
|     |       |        |   |   |   | из        |       |

## Изменения рейтинга
| Графики недоступны из-за технических проблем. См. информацию на Фабрикаторе и на mediawiki.org. |